# Papilionanthe
Genre
Classification phylogénétique
Papilionanthe est un genre de la famille des Orchidaceae, sous-famille des Epidendroideae  comptant une douzaine d'espèces d'orchidées épiphytes d'Asie du Sud-Est.

## Synonymes
- Mesoclastes Lindley 1830

Les espèces sont parfois rattachées au genre Vanda

## Liste d'espèces
- Papilionanthe biswasiana  (Ghose & Mukerjee) Garay (1974)
- Papilionanthe greenii  (W.W.Sm.) Garay (1974)
- Papilionanthe hookeriana  (Rchb.f.) Schltr. (1915)
- Papilionanthe pedunculata  (Kerr) Garay (1974)
- Papilionanthe sillemiana  (Rchb.f.) Garay (1974)
- Papilionanthe subulata  (Willd.) Garay (1974)
- Papilionanthe taiwaniana  (S.S.Ying) Ormerod (2002)
- Papilionanthe teres  (Roxb.) Schltr. (1915)
- Papilionanthe tricuspidata  (J.J.Sm.) Garay (1974)
- Papilionanthe uniflora  (Lindl.) Garay (1974)
- Papilionanthe vandarum  (Rchb.f.) Garay (1974)

## Répartition
Asie du Sud-Est

## Galerie

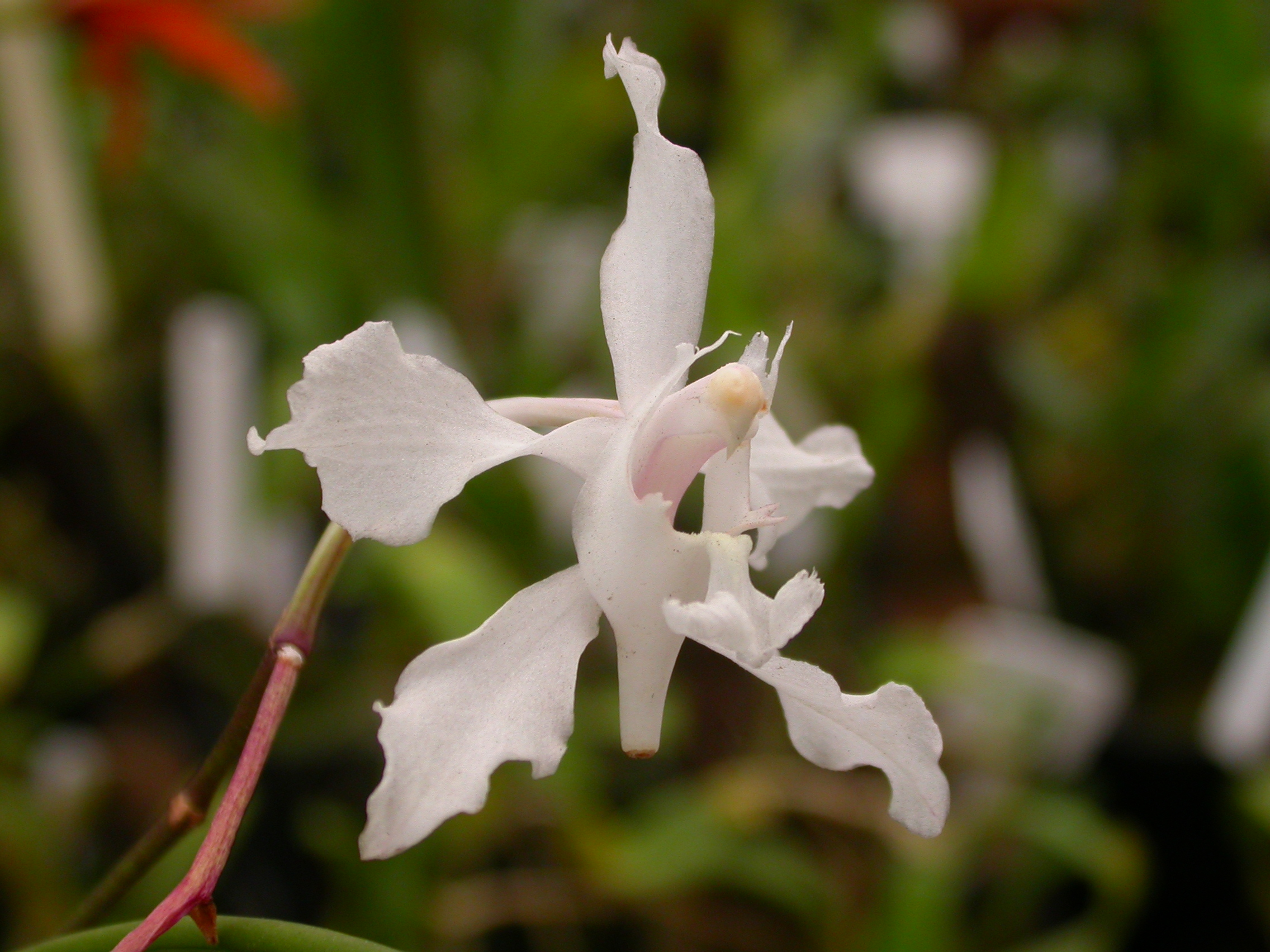
Papilionanthe vandarum